# Habrolepoidea glauca
Habrolepoidea glauca är en stekelart som beskrevs av Howard 1894. Habrolepoidea glauca ingår i släktet Habrolepoidea och familjen sköldlussteklar. Inga underarter finns listade i Catalogue of Life.